# Jipijapa
Pour les articles homonymes, voir Jipijapa (homonymie).
Jipijapa est une ville de l'ouest de l'Équateur, située dans la province de Manabí. Elle est la capitale du canton de Jipijapa.
La population est estimée à 37 900 habitants en 2005.